# Уравнения Швингера
Уравне́ния Шви́нгера — система уравнений, связывающих функции Грина в квантовой теории поля. Предложена Джулианом Швингером в 1951 году.
Уравнения Швингера могут быть сформулированы в виде одного уравнения в вариационных производных:
{\displaystyle \left\{{\frac {{\overrightarrow {\delta }}S(\varphi )}{\delta \varphi (x)}}{\bigg |}_{\varphi =\chi {\frac {\overrightarrow {\delta }}{\delta iA}}}+A(x)\right\}G(A)=0,}
где {\displaystyle S(\varphi )} — функционал действия, {\displaystyle G(A)} — производящий функционал полных функций Грина. Аргумент функционала {\displaystyle A(x)} есть классический объект той же природы, что и поле {\displaystyle \varphi }, то есть обычная функция для бозонов и антикоммутирующая функция для фермионов, {\displaystyle {\frac {\overrightarrow {\delta }}{\delta iA}}} — левая вариационная производная, {\displaystyle \chi =+1} в бозонном случае, {\displaystyle \chi =-1} в фермионном случае.
Для теории с полиномиальным по полю действием данное уравнение является уравнением конечного порядка в вариационных производных. Оно определяет решение лишь с точностью до числового множителя — однозначно определяется производящий функционал функции Грина без вакуумных петель {\displaystyle H(A)=G_{0}^{-1}G(A)}, где {\displaystyle G_{0}} — производящий функционал функций Грина свободной теории.
Сделав в уравнении подстановку {\displaystyle G(A)=e^{W(A)}} и сократив после выполнения дифференцирования множитель {\displaystyle e^{W(A)}}, получим уравнение Швингера для производящего функционала {\displaystyle W(A)} связных функций Грина {\displaystyle W_{n}}.
Представив {\displaystyle W(A)} в виде ряда
{\displaystyle W(A)=\sum _{n=0}^{\infty }{\frac {W_{n}(iA)^{n}}{n!}},}
и сравнивая коэффициенты при всех степенях {\displaystyle iA}, получим систему зацепляющихся уравнений для связных функций Грина {\displaystyle W_{n}}.

## Уравнение Швингера в квантовой электродинамике
Для получения уравнений Швингера вводят классические источники внешних полей. Например, в квантовой электродинамике частиц со спином 1/2 в простейшем варианте достаточно ввести в лагранжиан взаимодействие квантованного поля фотонов {\displaystyle A^{\mu }(x)} с источником внешнего электромагнитного поля {\displaystyle J_{\mu }(x)} в минимальной форме — {\displaystyle J_{\mu }A^{\mu }}. За счёт этого возникает возможность путём функционального варьирования по классическому источнику {\displaystyle J_{\mu }(x)} получать функции Грина с большим числом фотонных концов. Матрица рассеяния становится функционалом {\displaystyle S[J]} источника. Удобно также ввести среднее наблюдаемое значение оператора фотонного поля (с учётом квантовых поправок):
{\displaystyle {\mathcal {A^{\mu }}}(x)={\frac {1}{S_{0}[J]}}\langle 0\vert T\{A^{\mu }(x)S[J]\}\vert 0\rangle =i{\frac {\delta \ln S_{0}[J]}{\delta J_{\mu }(x)}},}
где {\displaystyle S_{0}[J]\equiv \langle 0\vert S[J]\vert 0\rangle ,\mu =0,1,2,3.} {\displaystyle \langle 0\vert \cdots \vert 0\rangle } — среднее значение операторов по состояниям вакуума в представлении взаимодействия, символ {\displaystyle T} обозначает хронологическое упорядочение операторов, {\displaystyle {\frac {\delta }{\delta J_{\mu }(x)}},} — вариационная производная.
В итоге для двухточечной фермионной функции Грина
{\displaystyle G(x,y\vert J)=-{\frac {i}{S_{0}[J]}}\langle 0\vert T\{\psi (x){\overline {\psi }}(y)S[J]\}\vert 0\rangle ,}
где {\displaystyle \psi (x)} — спинорный оператор фермионного (электрон-позитронного) поля, а черта над оператором означает дираковское сопряжение, имеем уравнение типа уравнения Дирака:
{\displaystyle \left\{\gamma _{\mu }\left[{\frac {\partial }{\partial x_{\mu }}}-e{\mathcal {A^{\mu }}}(x)\right]-m-ie\gamma _{\mu }{\frac {\delta }{\delta J_{\mu }(x)}}\right\}G(x,y\vert J)=\delta ^{4}(x-y),}
где {\displaystyle \gamma _{\mu }} — матрицы Дирака, {\displaystyle e,m} — заряд и масса электрона. Для среднего значения оператора фотонного поля {\displaystyle {\mathcal {A^{\mu }}}(x)} получаем уравнение типа уравнения Максвелла (второе слагаемое в правой части уравнения имеет смысл квантовых поправок к классическому току {\displaystyle J}):
{\displaystyle \Box {\mathcal {A^{\mu }}}(x)=-J_{\mu }(x)+ie\mathrm {Tr} [\gamma _{\mu }G(x,x\vert J)],}
где след берётся по спинорным индексам. Полученные уравнения, позволяющие по заданным источникам {\displaystyle J_{\mu }(x)} определить {\displaystyle G(x,y\vert J)} и {\displaystyle {\mathcal {A^{\mu }}}(x)} , называются уравнениями Швингера.
Двухточечная фотонная функция Грина может быть найдена с помощью соотношения
{\displaystyle G^{\mu \nu }(x,y\vert J)=-{\frac {\delta A^{\mu }(x)}{\delta J^{\nu }(y)}}=-i{\frac {\delta ^{2}\ln S_{0}[J]}{\delta J_{\mu }(x)\delta J_{\nu }(y)}}.}
Величина {\displaystyle Z[J]\equiv i\ln S_{0}[J]} называется производящим функционалом.
Трёхточечная вершинная часть определяется следующим образом:
{\displaystyle \Gamma _{\mu }(x,y,z)=-{\frac {\delta }{\delta A^{\mu }}}G^{-1}(x,y\vert J),}
где {\displaystyle G^{-1}} — обратный оператор фермионной функции Грина. Уравнения Швингера тесно связаны с уравнениями Дайсона. Швингером было выведено также уравнение для четырёхточечной функции Грина двух частиц (фермионов). При отсутствии внешнего поля это уравнение эквивалентно уравнению Бете — Солпитера.